# 伊藤悠真
伊藤 悠真（いとう ゆうみ 2003年11月12日-）は日本のタレント。

## 経歴
- 高校卒業まで三重県に在住し、大学進学を機に東京へ上京。
- 2022年に慶應義塾大学商学部に入学。大学3年生6月よりホリプロスポーツ文化部アナウンス室に所属し、芸能活動を始める。
- 剣道は小学生から現在も続けている。初段の腕前で、中学3年生のときには県大会で優勝し、全国大会に出場。東海大会3位。現在も慶應義塾大学の剣道サークルで続けている。

## 出演
- リクルート「リクナビオンエア」　MC
- YouTubeチャンネル「剣道まっしぐら!」
- コナンランド　CM
- トップバリュ　CM
- ラママ新人コント大会　カウントガール

テレビ
- TOKYO MX「クラウドダンディ」女子大生レポーター
- ミヤギテレビ「OH!バンデス」

イベント
- 第1回 ytv学生アナウンスコンテスト ファイナリスト
- IMSA スマイルコンテスト College部門グランプリ

MC
- 株式会社FIXER イベント司会